# Aswang

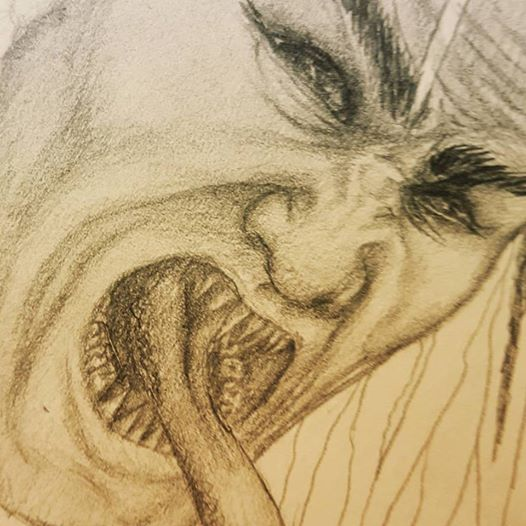
Un dessin d'un Aswang fait au crayon de papier.

Un Aswang (ou Asuwang) est une créature métamorphe du folklore philippin qui peut présenter les traits d'un vampire, d'une goule, d'une sorcière, de différentes espèces de loup-garou, ou encore de tout ceci en même temps. Cette créature est à l'origine de nombreux mythes et légendes. Des colons espagnols font état dès le XVIe siècle du fait que l'Aswang est parmi les créatures les plus craintes des mythes philippins. 
La légende de l'Aswang est assez populaire dans les Philippines, et plus particulièrement dans le Visayas, au sud du Luzon, et à certains endroits de Mindanao. On lui donne également le nom dans différentes régions de "tik-tik", "bayot", "wak-wak", "sok-sok" ou encore "kling-kling". 

## Définition
Le terme "Aswang", ou "Asuwang" provient du mot Sanskrit "Asura", qui signifie démon. 

## Apparence et activités
La grande variété d'histoires autour du mythe de l'Aswang rend difficile la définition d'un jeu précis de caractéristiques. Toutefois, quelques idées sont récurrentes dans leur description : tout d'abord, ce sont toujours des métamorphes, qui vivent le plus souvent en ville, sous une apparence humaine. Ils sont généralement discrets, timides, et plutôt effacés. La nuit cependant, ils se transforment en animaux tels que des chauves-souris, des corbeaux, des ours, des chats noirs, et le plus souvent, des gros chiens noirs.
Les Aswangs se nourrissent de foies ou de cœurs humains, qu'ils prélèvent de préférence sur les jeunes enfants ou les fœtus. Pour ce faire, ils utilisent de longues trompes leur permettant d'aspirer les fœtus hors du corps de la mère. 
Différentes techniques de chasses sont répertoriées, telle que celle du "Tik-Tik" (en référence au bruit que produit cette créature) : l'Aswang émettra un bruit d'autant plus faible qu'il sera proche de sa victime, afin de lui faire croire qu'il s'est éloigné. 

## Reconnaître un Aswang
Il existe plusieurs manières de savoir si un humain est en réalité un aswang : 
- En le regardant dans les yeux : si votre reflet est inversé, vous êtes face à un Aswang.
- En le regardant la tête en bas : il est dit que les Aswangs ont une autre apparence vus de cette manière.
- En regardant s'il a un philtrum : les Aswangs en sont dépourvus.

## Comportement
Malgré certains points communs avec les vampires, les Aswangs ne sont pas blessés par la lumière du jour. A priori rien ne permettra de les distinguer des véritables humains, puisqu'ils se montrent capable d'exprimer des sentiments tels que la joie, la tristesse ou la colère. Il est dit qu'ils peuvent nouer des amitiés, et ne s'en prendront pas à leurs amis. Un proverbe philippin stipule : "Mas mabuti ang aswang kaysa sa isang magnanakaw", ce qui signifie "Mieux vaut un aswang qu'un voleur".

## Défense
Il existe plusieurs manières de se défendre contre les Aswangs : le sel, l'ail, ou les artefacts religieux divers sont connus pour les repousser. Un fouet formé de la queue d'une raie est également une arme qui effraie les Aswangs, du fait du claquement produit.
De nombreuses amulettes philippines, telle que l'agimat, sont parfois accrochées sur les portes ou les entrées des maisons. On trouve également ces amulettes sous forme de bracelets, notamment en perles rouges et noires, portés par les nouveau-nés.

## Dans la culture populaire
- Dans l'épisode 14 de la saison 3 de Grimm, Nick chasse un Wesen qui se trouve être un Aswang.
- Dans l'épisode 6 de la saison 1 de Lost Girl, un Aswang tombe malade et Bo doit trouver la cause de sa maladie.